# Ghena Dimitrova
Ghena Dimitrova (en búlgaro: Гена Димитрова) (6 de mayo de 1941 – 11 de junio de 2005) fue una soprano dramática nacida en Beglej, Bulgaria cuya voz de inmenso caudal la hicieron favorita de audiencias internacionales en los roles de Turandot de Puccini y Abigail de Nabucco de Verdi.
Otros papeles importantes fueron Tosca, Odabella, Giselda, Alzira, Elisabeth de Valois, Aida (y luego Amneris) de Verdi, Maddalena de Andrea Chénier, Santuzza, Leonora, Lady Macbeth, Elvira y la Gioconda de Ponchielli.
Debutó en Sofía en 1965 como Abigail y causó sensación en 1975 como Turandot en Treviso.
Cantó principalmente en Italia destacándose en La Scala de Milán, Génova, y la Arena de Verona donde fue favorita del público, en el Teatro Colón de Buenos Aires durante cinco años consecutivos (1975-1979) con tardíos debuts en Viena (1978), Salzburgo (1984), Londres (1983) y Nueva York(1987).
Considerada un héroe nacional en su país, murió en Milán a los 64 años donde se había perfeccionado con Gina Cigna.

## Discografía de referencia
- Puccini,Turandot, Arena(DVD)
- Puccini, Turandot, Oren
- Verdi, Aida (Amneris), Maazel (DVD)
- Verdi, I Lombardi, La Scala DVD
- Verdi, Oberto,Gardelli
- Verdi, Nabucco, Arena (DVD)
- Verdi, Nabucco, Muti (DVD)
- Verdi, Nabucco, Sinopoli
- Puccini y Verdi Arias, Gardelli